# Shāhkot
Shāhkot är en ort i Indien.   Den ligger i distriktet Jalandhar och delstaten Punjab, i den norra delen av landet, 300 km nordväst om huvudstaden New Delhi. Shāhkot ligger 227 meter över havet och antalet invånare är 13 577.
Terrängen runt Shāhkot är mycket platt. Runt Shāhkot är det tätbefolkat, med 459 invånare per kvadratkilometer. Närmaste större samhälle är Nakodar, 14,0 km öster om Shāhkot. Trakten runt Shāhkot består till största delen av jordbruksmark.